# Premonition (album de Survivor)
Pour les articles homonymes, voir Prémonitions.
Albums de Survivor
Survivor
(1979) Eye of the Tiger
(1982)
Premonition est un album du groupe Survivor sorti en 1981.

## Liste des titres
Écrits et composés par Jim Peterik et Frankie Sullivan sauf mention
| No | Titre                      | Auteur  | Durée |
| -- | -------------------------- | ------- | ----- |
| 1. | Chevy Nights               | Peterik | 3:38  |
| 2. | Summer Nights              |         | 4:08  |
| 3. | Poor Man's Son             |         | 3:35  |
| 4. | Runway Lights              |         | 4:17  |
| 5. | Take You on a Saturday     |         | 4:05  |
| 6. | Light of a Thousand Smiles | Peterik | 4:58  |
| 7. | Love Is on My Side         |         | 3.36  |
| 8. | Heart's a Lonely Hunter    |         | 5:12  |

## Composition du groupe
- Dave Bickler - chant, synthétiseurs
- Frankie Sullivan - guitare, chœurs
- Jim Peterik - guitare, claviers, chœurs
- Stephan Ellis - basse
- Marc Droubay - batterie